# Baie Howe
Pour les articles homonymes, voir Howe.
La baie Howe ou baie de Howe (en anglais : Howe Sound) est un bras de mer qui remplit une large échancrure du littoral sud-ouest de la Colombie-Britannique au Canada, située au nord-ouest de Vancouver et à proximité immédiate de la baie Burrard. La baie Howe a globalement la forme d'un triangle d'une hauteur de 42 kilomètres. La base de ce triangle correspond à l'embouchure de la baie, au sud, vers le détroit de Géorgie (océan Pacifique), qui sépare l'Île de Vancouver du continent, tandis que la pointe du triangle est orientée au nord, à l'endroit où se trouve la ville de Squamish.
La présence de plusieurs îles, dont certaines ont une grande superficie, fait de la baie un véritable réseau de fjords.
Le nom de la baie Howe lui a été attribué par le capitaine George Vancouver en hommage à l'amiral britannique Richard Scrope, comte de Howe.

## Géographie

### Description
La partie sud de la baie au contact avec le détroit de Géorgie, qui sépare l'île de Vancouver du continent, est la partie la plus large. C'est dans cette partie que l'on trouve la plupart des îles.
La partie nord de la baie est un bras de mer d'environ 2 000 mètres de largeur, qui serpente vers le nord-est sur une dizaine de kilomètres. Le fleuve Squamish se jette à l'extrémité nord de la baie, où se situe la ville de Squamish.
La profondeur maximale de la baie est de 285 mètres.
Le rivage du côté est de la baie, est longé par l'autoroute provinciale 99 (également connue sous le nom anglais Sea to Sky Highway), depuis Horseshoe Bay au sud, jusqu'à Squamish au nord. Sur cette rive, les principales autres villes sont Lions Bay, Furry Creek et Britannia Beach.

### Îles dans la baie Howe
- L'île Gambier est la plus grande des îles de la baie, elle recouvre une superficie de 70 kilomètres carrés. Elle est située à une douzaine de kilomètres au nord de l'embouchure de la baie. C'est une île au caractère encore sauvage et qui est peu peuplée. Une route centrale non carrossée permet de relier entre eux les différents villages.
- L'île Bowen, située à l'embouchure de la baie, est la plus proche de la ville de Vancouver, à une distance de 6 kilomètres. Elle s'étend sur 12 kilomètres de long pour une largeur de 6 kilomètres. Sa superficie est de 50 kilomètres carrés et elle abrite une population régulière de 3 362 habitants (recensement de 2006) qui s'accroit d'environ 1 500 visiteurs en été. L'île Bowen est une destination de vacances très prisée par les habitants de la Colombie-Britannique. Environ 500 travailleurs et 200 étudiants font l'aller-retour quotidiennement avec le continent pour rejoindre leur lieu de travail.
- L'île Anvil est également appelé l'île Hat. Elle est située au nord-est des deux îles précédentes et est plus petite qu'elles.
- L'île Keats est une petite île située à l'ouest de l'île Bowen.

### Hydrologie
Le principal apport d'eau douce de la baie Howe provient de la rivière Squamish qui a un débit moyen annuel de 300 mètres-cubes par seconde.

## Histoire géologique
C'est durant la dernière période glaciaire, il y a 15 000 ans que se sont formés les nombreux fjords qui découpent la côte nord-ouest de l'Amérique du Nord. À cette époque un inlandsis, une énorme calotte de glace, recouvrait la plus grande partie de la Colombie-Britannique. La baie Howe a été sculptée par un glacier de 2 000 mètres d'épaisseur.

## Climat

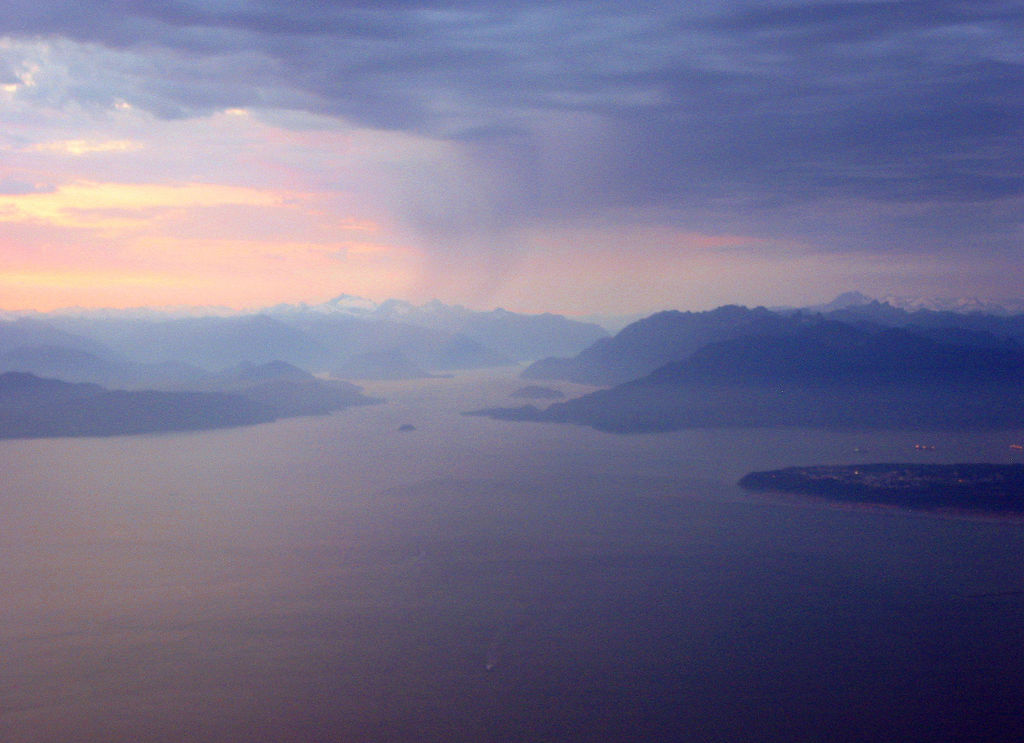
Vue de la baie Howe

Les courants El Niño et La Niña ont une grande importance sur les pluies qui se produisent sur la baie. Durant les tempêtes, des vents violents soufflent en direction du sud-ouest, ce qui concentre les précipitations sur certains bassins versants. Lorsque les sols sont humides, l'arrivée d'une tempête peut provoquer des glissements de terrain sur les berges de la baie. Ce phénomène qui semble avoir une périodicité d'une vingtaine d'années a causé la mort de onze personnes au cours des années 1980.
En hiver, la baie est parfois le siège d'un vent glacial, résultant d'une poussée d'air arctique qui provient de l'intérieur de la province et s’engouffre dans la vallée après être passée au-dessus de la chaîne Côtière. L'air arctique en rencontrant l'air océanique plus doux et humide, provoque d'importantes chutes de neige ainsi que des épisodes de gel. Il provoque aussi un vent froid qui souffle vers le détroit de Géorgie et qui est appelé le « squamish ».

## Écosystème

### Faune
L'estuaire du fleuve Squamish au fond de la baie Howe est un écosystème important pour la sauvegarde des oiseaux au Canada. Les oiseaux marins y passent l'hiver en colonies particulièrement nombreuses, tandis que trois milliers de pygargues à tête blanche y sont attirés au milieu de l'hiver par le saumon kéta qui effectue sa montaison locale.
Un organisme officiel, le Squamish Estuary Management Plan (SEMP) est chargé de sa gestion et de sa protection. Le 19 avril 2008, après une vingtaine d'années d'étude du SEMP, l'estuaire est devenue officiellement une réserve protégée sous le nom de Squamish Estuary Wildlife Management Area.

### Pollution de la mineBritannia
Une mine de cuivre, connue sous le nom de Britannia Mine, a été exploitée entre 1900 et 1974 dans la montagne Britannia, à proximité de la localité de Britannia Beach sur la rive nord-est de la baie. Les écoulements d'eau de pluie à travers cette ancienne mine provoquent un drainage rocheux acide qui est transporté jusqu'à la baie Howe par les cours d'eau Jane Creek et Britannia Creek. Ce phénomène a longtemps été considéré comme une des plus graves sources de pollution de la côte de la Colombie-Britannique.

## Population humaine

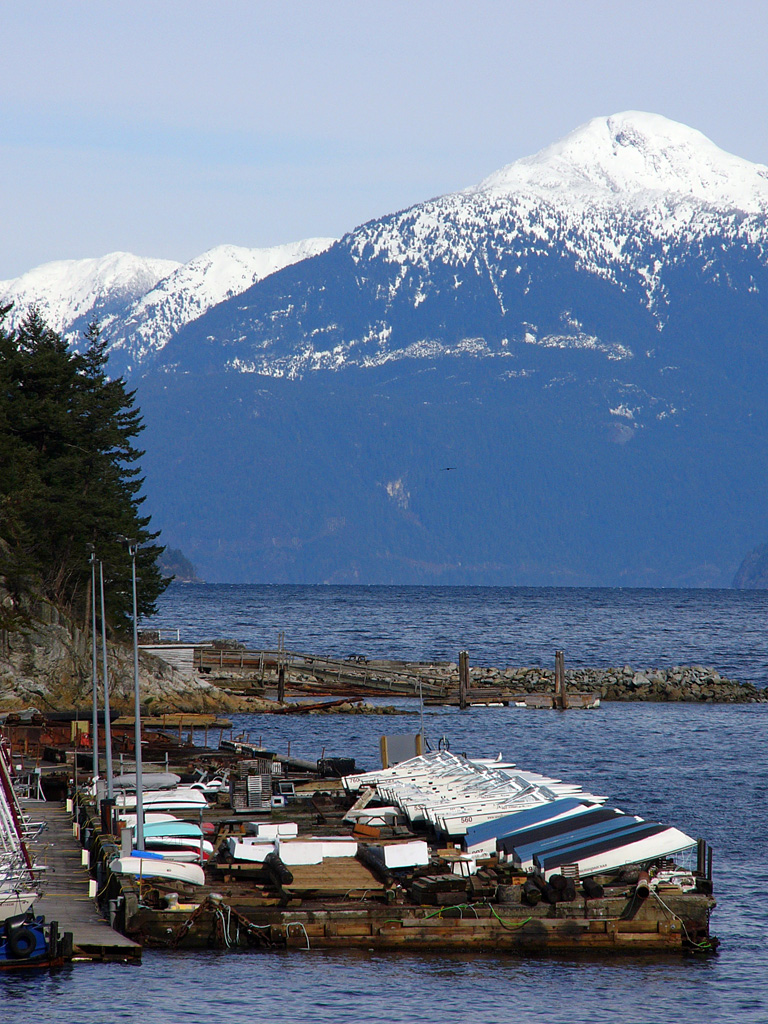
Horseshoe Bay

La baie Howe est située au cœur du territoire traditionnel des indiens Squamish.
Les principales villes sur les rivages de la baie sont :
- Vancouver Ouest
- Horseshoe Bay
- Lions Bay
- Furry Creek
- Britannia Beach
- Squamish
- Port Mellon
- Granthams Landing
- Gibsons